# Torups bokskog
Torups bokskog är ett naturreservat i Svedala kommun i Skåne län.
Området är naturskyddat sedan 2019 och är 180 hektar stort. Reservatet ligger inom Torups rekreationsområde sydost om Bara och består av en ädellövskog av bok och ek.